# Raymond Gausse
Raymond Dewayne Gausse Santiago, (nacido el 2 de abril de 1961 en Memphis, Tennessee) es un exjugador de baloncesto con doble nacionalidad estadounidense y puertorriqueño. Con 1.88 metros de estatura, jugaba en la posición de alero.

## Participaciones en competiciones internacionales

### Mundiales
- Argentina 1990 4/16

### Juegos olímpicos
- Seúl 1988 7/12
- Barcelona 1992 8/12